# Чемпионат мира по бегу по пересечённой местности 1989
Чемпионат мира по бегу по пересечённой местности 1989 года прошёл 19 марта в городе Ставангер, Норвегия.
Всего было проведено 4 забега — мужчины (дистанция 12 км), женщины (8 км), а также забеги юниоров (8 км) и юниорок (6 км). Также разыгрывались победители в командном первенстве — складываются четыре лучших результата от страны и по сумме наименьшего времени определялись чемпионы. В командном зачёте среди мужчин победила Кения, а среди женщин — Советский Союз. Команда СССР в оставе Надежды Степановой, Елены Романовой, Натальи Сороковинской и Регины Чистяковой с отрывом в два очка обошла команду Франции. Кроме того, Надежда Степанова заняла в личном первенстве второе место.

## Результаты

### Мужчины
| Место | Имя              | Гражданство    | Время 0(м:с) |
| ----- | ---------------- | -------------- | ------------ |
| 1     | Джон Нгуги       | Кения          | 39:42        |
| 2     | Тим Хатчингс     | Великобритания | 40:10        |
| 3     | Уилфред Кирочи   | Кения          | 40:21        |
| 4     | Стив Монеджетти  | Австралия      | 40:24        |
| 5     | Тесфайе Тафа     | Эфиопия        | 40:26        |
| 6     | Алехандро Гомес  | Испания        | 40:29        |
| 7     | Эндрю Масаи      | Кения          | 40:32        |
| 8     | Кипкембои Кимели | Кения          | 40:34        |